# 歌のグランプリショー
『歌のグランプリショー』（うたのグランプリショー）は、1962年11月11日から1970年1月11日まで日本テレビ系列局で放送されていた日本テレビ製作の歌謡番組である。放送時間は毎週日曜 11:00 - 11:55 （日本標準時）。

## 概要
毎回一流のショータレントを招き、ナイトクラブでなければ味わえない雰囲気を茶の間でも味わえるようにしていた番組。タレントによるショーと、一般からの参加者たちによる視聴者参加型ののど自慢勝ち抜き合戦の2部構成になっていた。
勝ち抜き合戦では、毎回その日の最高得点者をチャンピオンに認定していた。そしてその回のチャンピオンと前回のチャンピオンとで決戦を行い、5人（5週）勝ち抜いた者には小型自動車を進呈していた。
収録は主に、日本テレビとスタジオ契約を結んでいる後楽園ホールで主に行われ、時々地方での収録になることもあった。
当番組は、当初は白黒放送だったが、後楽園ホールが1963年8月5日に、テレビ放送設備のカラー化が完成したのに伴い、同ホールでの公開放送については、同月11日の放送の回からカラー放送となっている。

## 出演者

### 司会
- E・H・エリック - 初代司会者。
- 三代目江戸家猫八 - 2代目司会者。
- 今泉良夫（一龍斎貞鳳） - 3代目司会者。

交代時期については不明。

### コーラス
- パールシスターズ

## 提供
当初はトヨタグループの単独提供で、その当時は『トヨタ 歌のグランプリショー』とタイトルに社名を冠していた。
1964年春からはトヨタに替わって第一工業製薬（「モノゲン」名義）と日本冶金工業が参入し、1965年春からは日本冶金に替わって富士電機が参入。以後は富士電機を筆頭とする複数社提供で放送されていた。